# Euan
Euan [juːən] (auch Ewen, Eoghan oder am häufigsten Ewan) ist ein männlicher Vorname, der in Schottland und Kanada gebraucht wird. Seine Bedeutung ist „mutiger junger Krieger“. Er leitet sich vom irischen und schottisch-gälischen Namen Eoghan ab. Selten ist es auch ein Familienname.

## Namensträger

### Vorname

#### Eoghan
- Eoghan O’Dea (* 1984/1985), irischer Pokerspieler

#### Euan
- Euan Byers (* 1974), schottischer Curler
- Euan Murray (Rugbyspieler) (* 1980), schottischer Rugby-Union-Spieler
- Euan Murray (Fußballspieler) (* 1994), schottischer Fußballspieler

#### Ewan
- Ewan Dobson, kanadischer Gitarrist
- Ewan MacColl, britischer Autor, Dichter, Schauspieler, Folksänger und Schallplattenproduzent
- Ewan MacDonald, schottischer Curler
- Ewan McGregor (* 1971), schottischer Schauspieler
- Ewan Pearson, britischer DJ und Musikproduzent
- Ewan Stewart, schottischer Schauspieler

#### Ewen
- Ewen Bremner, schottischer Schauspieler
- Ewen Montagu, britischer Richter, Autor und Geheimdienstmitarbeiter

### Familienname
- Caleb Ewan (* 1994), australischer Radrennfahrer
- Charles Bean Euan-Smith (1842–1910), britischer Diplomat
- Joseph Andorfer Ewan (1909–1999), US-amerikanischer Botaniker